# Simpsonichthys rosaceus
Simpsonichthys rosaceus is een straalvinnige vissensoort uit de familie van de killivisjes (Rivulidae). De wetenschappelijke naam van de soort is voor het eerst geldig gepubliceerd in 2001 door Costa, Nielsen & de Luca.